# 高安城
高安城（たかやすじょう/たかやすのき）は、奈良県生駒郡平群町と大阪府八尾市にまたがる、高安山の山頂部にあったとされる日本の古代山城。

## 概要
『日本書紀』に、「大和国の高安城（たかやすのき）、讃岐国山田郡の屋嶋城、対馬国の金田城を築く」と、記載された城である。
白村江の戦いで唐・新羅連合軍に大敗した大和朝廷は、倭（日本）の防衛のため、対馬～畿内に至る要所に様々な防御施設を築いている。古代山城の高安城は、667年（天智天皇6年）、金田城・屋嶋城とともに築かれた。また、高安城は、国土の領域を守る最前線の金田城、瀬戸内海の制海権を守る屋嶋城とともに、政権基盤の宮都を守る重要なポイントであった。
高安城が築かれた標高487メートルの高安山は、奈良県と大阪府の県境の生駒山地の南端部に位置する。山の南の大阪湾に注ぐ大和川は、奈良盆地を遡り、支流の飛鳥川は宮都の飛鳥京に至る。
山頂周辺は、大阪平野側の西斜面は急峻で、東斜面は標高400メートルほどの多数の尾根が谷を抱える地形である。また、山頂部の眺望は良好で、大阪平野・明石海峡ほかの大阪湾と、飛鳥京ほかの奈良盆地が視野に入る。
高安城は、史書にその名がみえるものの、明確な遺構・遺物は未発見である。1978年（昭和53年）、「高安城を探る会」が山中で礎石建物跡を発見し、一躍注目される存在となる。発見された礎石建物跡6棟のうちの、2号と3号の礎石建物の発掘調査は、8世紀前期の建物と推定される。その後も、大阪府や奈良県が推定地内で発掘調査を実施しているが、明確な遺構は確認されていない。また、高安城の外周城壁ラインの推定範囲を最初に提示した関野貞の他、城の範囲に諸学説があり、古代山城の高安城の具体像は、まだ解明されていない。
2007年、神籠石を有する自治体が光市（石城山神籠石）に参集し、「第一回 神籠石サミット」が開催された。「第4回 神籠石サミット」が開催された後、他の古代山城を有する自治体が加わり、2010年より「古代山城サミット」へと展開されている。
山頂の西側の大阪管区気象台 高安山気象レーダー観測所は、四国・中国・紀伊半島など、半径約300キロメートルの気象を観測する。

## 関連の歴史
『日本書紀』に記載された、白村江の戦いと、防御施設の設置記事は下記の通り。
- 天智天皇2年（663年）：白村江の戦いで、倭（日本）・百済復興軍は、朝鮮半島で唐・新羅連合軍に大敗した。
- 天智天皇3年（664年）：対馬島・壱岐島・筑紫国などに防人と烽（とぶひ）を配備し、筑紫国に水城を築く。
- 天智天皇4年（665年）：長門国に城を築き、筑紫国に大野城と基肄城を築く。
- 天智天皇6年（667年）：大和国の高安城・讃岐国山田郡の屋嶋城・対馬国の金田城を築く。この年、中大兄皇子は大津に遷都し、翌年の正月に天智天皇となる。

『日本書紀』と『続日本紀』に記載された、高安城の関連記事は下記の通り。
- 天智天皇8年（669年）8月：天皇 高安嶺に登り、城の修理を試みるが、人民の疲労を思いやり中止す。
- 天智天皇9年（670年）2月：高安城を修理し、穀と塩を積み入れる。
- 天武天皇元年（672年）7月：壬申の乱の際、高安城の近江朝廷軍は、大海人皇子軍の来襲により、税倉を焼き払って逃亡する。
- 天武天皇4年（676年）2月：天皇 高安城に行幸す。
- 持統天皇3年（689年）10月：天皇 高安城に行幸す。
- 文武天皇2年（698年）8月：高安城を修理する。
- 文武天皇3年（698年）9月：高安城を修理する。
- 大宝元年（701年）8月：高安城を廃（と）め、その舎屋、雑の儲物を大和国と河内国の二国に移し貯える。
- 和銅5年（712年）正月：河内国の高安烽を廃め、始めて高見烽と大和国の春日烽を置き、もって平城（なら）に通せしむ。
- 和銅5年（712年）8月：天皇 高安城へ行幸す。

## 調査・研究
遺構に関する内容は、概要に記述の通り。
- 1922年（大正11年）、関野貞が三郷町を中心とする想定ラインを発表したが、考古学的調査は進まなかった[7]。また、1999年（平成11年）、高安山の西斜面の誤認遺構が新聞で報道され話題となった[8][9]。
- 河内国と大和国の国境に位置する高安城は、倭国最後の防衛線と言われることが多い。しかし倭京の逃げ込み城ならば、飛鳥東方の細川山や多武峰の方がふさわしい。高安城の立地は畿内全体で捉えるべきで、両国から動員して築城する適地は高安山しかなかったといえる[9]。
- 九州管内の城も、瀬戸内海沿岸の城も、その配置・構造から一体的・計画的に築かれたもので、七世紀後半の日本が取り組んだ一大国家事業である[10]。
- 1898年（明治31年）、高良山の列石遺構が学会に紹介され、「神籠石」の名称が定着した[注 2]。そして、その後の発掘調査で城郭遺構とされた。一方、文献に記載のある高安城などは、「古代山城」の名称で分類された。この二分類による論議が長く続いてきた。しかし、近年では、学史的な用語として扱われ[注 3]、全ての山城を共通の事項で検討することが定着してきた。また、日本の古代山城の築造目的は、対外的な防備の軍事機能のみで語られてきたが、地方統治の拠点的な役割も認識されるようになってきた[11]。